# Cylicomera
Cylicomera är ett släkte av tvåvingar. Cylicomera ingår i familjen rovflugor.
Kladogram enligt Catalogue of Life:
| Cylicomera | \| \| Cylicomera dissona \| \| \| \| \| \| Cylicomera fraterna \| \| \| \| \| \| Cylicomera rubrofasciata \| \| \| \| |
|            | \| \| Cylicomera dissona \| \| \| \| \| \| Cylicomera fraterna \| \| \| \| \| \| Cylicomera rubrofasciata \| \| \| \| |
|            | Cylicomera dissona |
|            | |
|            | Cylicomera fraterna                                                                                                   |
|            | |
|            | Cylicomera rubrofasciata                                                                                              |
|            | |